# Droga krajowa D530 (Chorwacja)
Droga krajowa D530 (chorw. Državna cesta D530) – krótka droga krajowa na terenie Chorwacji. Leży w całości w żupanii varażdińskiej, tworząc połączenie autostrady A4 z drogą D2 w pobliżu miejscowości Zamlaka. Długość drogi wynosi niewiele ponad półtora kilometra.